# Crocidura orii
Crocidura orii es una especie de musaraña de la familia de los soricidae.

## Distribución geográfica
Endémica del Japón